# Entrenament intervàl·lic d'alta intensitat
Entrenament intervàl·lic d'alta intensitat o entrenament d'intervals d'alta intensitat, altrament conegut com a HIIT, de l'anglès High-intensity interval training, també anomenat Exercici intermitent d'alta intensitat (HIIE) o Entrenament intervàl·lic d'esprint (SIT), és una forma d'entrenament intervàl·lic, una estrategia d'exercici cardiovascular on s'alternen períodes curts d'exercici anaeròbic d'alta intensitat amb períodes de recuperació de menor intensitat, fins que hom estigui massa esgotat per continuar. Tot i que no hi ha una durada universal de la sessió HIIT, aquests intensos entrenaments solen durar menys de 30 minuts, amb temps que varien en funció del nivell de condició física actual de cada participant. La durada de HIIT també depèn de la intensitat de la sessió.
Els entrenaments HIIT proporcionen una millor capacitat i condició atlètica, així com una millora del metabolisme de la glucosa. En comparació amb sessions més llargues típiques d'altres règims, el HIIT pot no ser tan eficaç per tractar la hiperlipidèmia i l'obesitat, o millorar la massa muscular i òssia. No obstant això, la investigació ha demostrat que els règims HIIT van produir reduccions significatives en la massa grassa de tot el cos. Alguns investigadors també assenyalen que HIIT requereix "un nivell extremadament alt de motivació del subjecte" i qüestionen si la població general podria tolerar amb seguretat o pràcticament la naturalesa extrema del règim d'exercici.

## Procediment
Les sessions d'exercici HIIT generalment consisteixen en un període d'escalfament seguit de repeticions d'exercicis d'alta intensitat separats per exercicis d'intensitat mitjana per a la recuperació activa, i després un període de refredament. L'exercici d'alta intensitat s'ha de fer a la màxima intensitat. L'exercici mitjà ha de tenir una intensitat del 50% aproximada. El nombre de repeticions i la durada de cadascuna depèn de l'exercici, però pot arribar a ser de fins a tres repeticions amb només 20 segons d'exercici intens. Els exercicis específics realitzats durant les porcions d'alta intensitat varien. La majoria de les investigacions sobre HIIT s'han fet amb un cicloergòmetre, però també poden ser efectius altres exercicis com ara un ergòmetre de rem, córrer, pujar escales i caminar amb desnivell positiu.
No hi ha cap fórmula específica per HIIT. Depenent del nivell de desenvolupament cardiovascular, la intensitat de nivell moderat pot ser tan lenta com caminar. Una fórmula comuna consisteix en una proporció 2: 1 de treball i períodes de recuperació, per exemple, 30-40 segons d'esprint dur alternats amb 15-20 segons de trotar o caminar, repetit fins a fallar.
Tota la sessió HIIT pot durar entre quatre i trenta minuts, de manera que es considera una forma excel·lent de maximitzar un entrenament limitat per restriccions de temps. Es recomana l'ús d'un rellotge o temporitzador per mantenir els temps precisos, el nombre de rondes i la intensitat.

## Branques

### Règim de Peter Coe
A la dècada de 1970, l'entrenador d'atletisme Peter Coe va utilitzar un tipus d'entrenament a intervals d'alta intensitat amb curts períodes de recuperació quan va fer sessions per al seu fill Sebastian Coe. Inspirats en els principis proposats per l'entrenador i professor alemany Woldemar Gerschler i el fisiòleg suec Per-Olof Åstrand, Coe va establir sessions de 200 metres ràpids repetits amb només 30 segons de recuperació entre cada carrera ràpida.

### Règim de Tabata
Una versió de HIIT es va basar en un estudi del 1996 del professor de la Universitat Ritsumeikan Izumi Tabata (田 畑 泉) et al. inicialment involucrats als patinadors de velocitat olímpics. L'estudi en va utilitzar 20 segons d'exercici ultra intens (a una intensitat d'aproximadament el 170% del VO <sub id="mwOw">2</sub> màxim) seguit de 10 segons de repòs, repetit de forma continuada durant 4 minuts (8 cicles). L'exercici es va realitzar amb un ergòmetre de cicle amb fre mecànic. Tabata ho va anomenar protocol IE1. En l'estudi original, els atletes que utilitzaven aquest mètode s'entrenaven 4 vegades a la setmana, a més d'un altre dia d'entrenament en estat estacionari, durant 6 setmanes i obtenien guanys similars a un grup d'atletes que feien entrenament continu (70% VO ₂ màxim) 5 cops a la setmana. El grup d'entrenament continu va tenir un VO ₂ màxim al final (de 52 a 57 mL / (kg • min)). Tanmateix, el grup Tabata havia aconseguit millores aeròbiques comparables, però només feia 4 minuts al dia en els seus 4 dies HIIT en comparació amb els 60 minuts del grup aeròbic. El grup Tabata també va començar a baixar i va guanyar més en general (de 48 a 55 mL / (kg • min)). A més, només el grup Tabata havia obtingut beneficis de capacitat anaeròbica. En l'estudi original del 1996, els participants van ser desqualificats si no podien mantenir un ritme constant de 85 rpm durant els 20 segons de treball. 
En la cultura popular, "l'entrenament de Tabata" s'ha referit ara a una àmplia varietat de protocols HIIT i règims d'exercici que poden tenir o no beneficis similars als trobats en l'estudi original de Tabata.

### Règim Gibala
El professor Martin Gibala i el seu equip de la Universitat McMaster al Canadà han estat investigant exercicis d'alta intensitat durant diversos anys. El seu estudi del 2010 sobre estudiants utilitza 3 minuts per escalfar-se, i després 60 segons d'exercici intens (amb un 95% de VO ₂ màxim) seguit de 75 segons de repòs, repetits durant 8-12 cicles (de vegades anomenats "El Petit mètode "). Els subjectes que van utilitzar aquest mètode entrenant-se 3 vegades per setmana van obtenir guanys similars al que s'esperava dels subjectes que van fer formació en estat estacionari (50-70% VO ₂ màxim) cinc vegades a la setmana. Tot i que encara és una forma d'entrenament exigent, aquest protocol d'exercicis podria ser utilitzat pel públic en general amb res més que una bicicleta d'exercici mitjana.
El grup de Gibala va publicar una versió menys intensa del seu règim en un article del 2011 a Medicina i ciència en esports i exercici. Es tractava d'una opció més suau per a persones sedentàries que no feien exercici durant més d'un any. Incloïa 3 minuts d'escalfament, 10 repeticions de ràfegues de 60 segons amb un 60% de potència màxima (80-95% de la reserva de freqüència cardíaca) seguides de 60 segons de recuperació i després un refredament de 5 minuts.

### Règim de Zuniga
Jorge Zuniga, professor ajudant de ciències de l'exercici a la Universitat de Creighton, es va proposar determinar com ajustar el màxim volum de treball i el consum d'oxigen en el menor temps possible. Va trobar que intervals de 30 segons al 90% de la potència de sortida a VO ₂ màx seguits de 30 segons de descans permetien el consum més alt de VO ₂ i la durada d'entrenament més llarga a la intensitat especificada. Els protocols alternatius considerats incloïen el 100% de la potència màxima de sortida en el mateix horari d'intervals, similar al règim de Coe, i el 90% de la potència màxima de sortida durant tres minuts, similar a l'entrenament a intervals tradicional.
El protocol de Zuniga ha estat implementat amb gran èxit per estudiants seus que participaven al programa ROTC de Creighton's Army. Els cadets que completaven el protocol dues vegades per setmana van veure millores majors en les puntuacions APFT que en els anys passats. 

### Règim de Vollaard
El doctor Niels Vollaard, de la Universitat de Stirling, va proposar que, quan es fan intervals d'alta intensitat a intensitats “totals”, els beneficis associats a la salut s'aconsegueixen després de realitzar 2 o 3 repeticions d'esprint. Això va conduir al desenvolupament d'una rutina d'exercicis de 10 minuts que consistia en fer pedals fàcils intercalats amb dos esports de ciclisme “completes” de 20 segons. En una metaanàlisi del 2017, Vollaard va demostrar que protocols comuns amb fins a 6 a 10 repeticions de sprints de 30 segons de 30 segons no milloren més la forma física que el protocol de 2x20-s. S'afirma que aquest breu protocol pot eliminar molts dels inconvenients que fan que altres protocols d'entrenament a intervals d'alta intensitat no siguin adequats per a la població general.
En un programa de la BBC Horizon del febrer del 2012, Jamie Timmons, professor de biologia de sistemes de la Universitat de Loughborough, va posar a Michael Mosley en aquest règim de bicicletes d'exercici, però amb tres esprint en lloc de dos. Es va fer tres vegades a la setmana durant un total de 30 minuts d'exercici a la setmana (3 minuts d'exercici intens), a més del temps d'escalfament i recuperació.

## Comparació del règim
Wood et al. va comparar l'entrenament a intervals d'alta intensitat de vuit combats d'1 minut al 85% de watts màxims (Wmax), intercalats amb una recuperació activa d'1 minut al 25% de Wmax amb un entrenament a intervals d'esprint de vuit combats de 30 segons al 130% de Wmax, intercalats amb Recuperació activa de 90 segons al 25% de Wmax. (Temps total coincident als 24 minuts, inclosos escalfament i refredament). La seva conclusió va ser "HIIT és la rutina recomanada", però "la magnitud de les diferències en diversos paràmetres entre règims era petita; per tant, la preferència per qualsevol de les dues modalitats pot dependre de l'individu".

## Efectes sobre la salut

### Efectes cardiovasculars
Una revisió sistemàtica i metanàlisi del 2015 d'assaigs controlats aleatoris va trobar que l'entrenament HIIT i l'entrenament tradicional de resistència condueixen a una millora significativa de la forma cardiovascular en adults sans de 18 a 45 anys, però es van observar millores majors en el VO ₂ màxim en els participants a l'exercici HIIT règim. Una altra anàlisi també va trobar que els règims HIIT d'un mes o més milloren eficaçment la forma cardiovascular en adolescents i condueixen a millores moderades en la composició corporal. A més, una revisió sistemàtica i metaanàlisi separats de set petits assaigs controlats aleatoris van trobar que HIIT (definit com quatre intervals de quatre minuts al 85-95% de la freqüència cardíaca màxima amb intervals de tres minuts al 60-70% de la freqüència cardíaca màxima)) va ser més eficaç que l'entrenament continu d'intensitat moderada per millorar la funció dels vasos sanguinis i els marcadors de salut dels vasos sanguinis.
Una metaanàlisi del 2015 que compara HIIT amb entrenament continu d'intensitat moderada (MICT) en persones amb malaltia de l'artèria coronària va trobar que HIIT condueix a millores majors en VO ₂ màx, però que MICT condueix a majors reduccions del pes corporal i de la freqüència cardíaca. Una metaanàlisi del 2014 va trobar que la forma cardiorespiratòria, mesurada pel VO ₂ màx, de les persones amb malalties cardiovasculars o metabòliques cròniques induïdes per l'estil de vida (incloses la pressió arterial alta, l'obesitat, la insuficiència cardíaca, les malalties coronàries o la síndrome metabòlica) que van completar un programa d'exercicis HIIT era gairebé el doble que el de les persones que van completar un programa d'exercicis MICT.

### Efectes metabòlics
HIIT redueix significativament la resistència a la insulina en comparació amb l'entrenament continu o les condicions de control i condueix a una disminució moderada dels nivells de glucosa en sang en dejú i a una pèrdua de pes en comparació amb aquells que no se sotmeten a una intervenció d'activitat física. Un altre estudi va trobar que HIIT va ser més eficaç que l'entrenament continu d'intensitat moderada a nivells d'insulina en dejú (disminució del 31% i disminució del 9%, respectivament).

### Oxidació de greixos
Un estudi del 2007 va examinar els efectes fisiològics de HIIT sobre l'oxidació de greixos en dones moderadament actives. Els participants de l'estudi realitzaven HIIT (definit com deu conjunts d'esclats de ciclisme de 4 minuts a una intensitat del 90% de VO2max separats per 2 minuts de descans) cada dos dies durant un període de dues setmanes. L'estudi va trobar que set sessions de HIIT durant un període de dues setmanes van millorar l'oxidació de greixos corporals sencers i la capacitat del múscul esquelètic d'oxidar greixos en dones moderadament actives. Una revisió sistemàtica de HIIT del 2010 va resumir els resultats de HIIT sobre la pèrdua de greix i va afirmar que HIIT pot provocar reduccions modestes de greix subcutani en individus joves i sans, però majors reduccions en individus amb sobrepès. Un metaanàlisi del 2018 que examinava 39 estudis va trobar que HIIT, especialment en funcionament, era una estratègia eficaç en el temps per reduir els dipòsits de massa greix abdominal i visceral.

### Rendiment cognitiu
Un estudi del 2017 va examinar l'efecte de l'HIIT sobre el rendiment cognitiu d'un grup de nens (N = 318). Els autors demostren que HIIT és beneficiós per al control cognitiu i la capacitat de memòria de treball en comparació amb "una barreja de jocs de taula, jocs d'ordinador i qüestionaris de trivia" i que aquest efecte està mediat pel polimorfisme BDNF. Conclouen que l'estudi "suggereix una alternativa prometedora per millorar la cognició, mitjançant règims d'exercici curts i potents". Una metaanàlisi del mateix grup va mostrar que HIIT pot obtenir millores cerebrals a curt termini similars a les que normalment s'observen amb l'exercici aeròbic.